# اندری شوچوک
اندری شوچوک (اوکراینی: Андрій Володимирович Шевчук؛ زادهٔ ۱۲ اوت ۱۹۸۵) بازیکن فوتبال اهل اوکراین است.
از باشگاه‌هایی که در آن بازی کرده‌است می‌توان به باشگاه فوتبال متالورگ زاپروژیا اشاره کرد.
وی همچنین در تیم ملی فوتبال Ukraine (students) بازی کرده‌است.